# ميتشيلاس أنيسيموفاس
ميتشيلاس أنيسيموفاس (بالليتوانية: Michailas Anisimovas)‏ مواليد 11 أكتوبر 1984 في كييف، الجمهورية الأوكرانية السوفيتية الاشتراكية، هو لاعب كرة سلة ليتواني. بدأ مسيرته الاحترافية في سنة 2002. يلعب مع نادي بوديفلنيك لكرة السلة كلاعب وسط. يبلغ طوله 7 قدم 1 بوصة (2.2 م).

## المسيرة الاحترافية
لعب مع أتلتاس في موسم 2002–2003، ثم لعب مع شياولياي من سنة 2003 إلى 2005، ثم لعب مع نبتونس في موسم 2006–2007، ثم لعب مع ليتوفوس رايتس من سنة 2007 إلى 2009، ثم لعب مع بوديفلنيك من سنة 2009 إلى 2014، ثم لعب مع بوديفلنيك في موسم 2014–2015.

## روابط خارجية
- ميتشيلاس أنيسيموفاس على موقع الاتحاد الدولي لكرة السلة (الإنجليزية)
- ميتشيلاس أنيسيموفاس على موقع كرة السلة الأوروبية.كوم (الإنجليزية)
- ميتشيلاس أنيسيموفاس على موقع ريلجم (الإنجليزية)
- ميتشيلاس أنيسيموفاس على موقع سبورتس رفرنس (الإنجليزية)